# CD Once Caldas
Corporación Deportiva Once Caldas jest kolumbijskim klubem z miasta Manizales. Został założony w roku 1959 z połączenia dwóch innych klubów z tego miasta. Jednokrotny zdobywca Copa Libertadores (2004).

## Osiągnięcia

### Krajowe
- Categoría Primera A

| zwycięstwo (4):     | 1950, 2003 (A), 2009 (A), 2010 (F) |
| drugie miejsce (2): | 1998, 2011 (F)                     |

- Copa Colombia

| zwycięstwo (0):     | –          |
| drugie miejsce (2): | 2008, 2018 |

### Międzynarodowe
- Copa Libertadores

| zwycięstwo (1):     | 2004 |
| drugie miejsce (0): | –    |

- Recopa Sudamericana

| zwycięstwo (0):     | –    |
| drugie miejsce (1): | 2005 |

- Puchar Interkontynentalny

| zwycięstwo (0):     | –    |
| drugie miejsce (1): | 2004 |

## Historia
W 1950 Deportes Caldas Manizales wygrał ligę kolumbijską (División Mayor del Fútbol Colombiano), obecnie znaną pod nazwą Copa Mustang.
Klub Once Caldas powstał w 1959 z połączenia się klubów z Manizales – Once Deportivo (założony 12 kwietnia 1948) oraz Deportes Caldas (założony 16 kwietnia 1947).
W 1961 nowy klub zadebiutował w Copa Mustang, kończąc rozgrywki na siódmym miejscu.
W 1998 Once Caldas został wicemistrzem Kolumbii – przegrywając w Cali z Deportivo Cali 0:4 i remisując u siebie 0:0. W tym roku klub zadebiutował na arenie międzynarodowej startując w Copa CONMEBOL. W pierwszej rundzie trafił na brazylijski Santos FC. W Brazylii Santos wygrał 2:1. W Manizales Once Caldas zwyciężył 3:2 i doszło do karnych, w których debiutant został pokonany stosunkiem 2:3.
W 1999 klub zadebiutował w Copa Libertadores. W grupie rywalizował z Deportivo Cali oraz dwoma klubami z Buenos Aires: Vélez Sarsfield i River Plate. Zmagania zakończył na ostatniej pozycji, z dwoma punktami różnicy od zwycięzcy – Vélez Sársfield.
Ponownie w Copa Libertadores klub zagrał w roku 2002. Tym razem przeciwnikami w grupie były drużyny Club Olimpia, Universidad Católica z Chile oraz CR Flamengo. W ostatnim meczu grupy Once Caldas grał w Santiago Universidad Católica. Do zajęcia drugiego miejsca i awansu wystarczał remis. Przed przerwą Sergio Galván wyrównał stan meczu na 1:1, jednak ostatecznie drużyna z Santiago wygrała 3:1.
W roku 2003 Once Caldas został mistrzem Kolumbii wygrywając turniej otwarcia (Apertura), pokonując w finale Atlético Junior Barranquilla. W Barranquilla był remis 0:0, natomiast w Manizales Once Caldas odniosło zwycięstwo 1:0.
W 2004 doszło do trzeciego udziału w Copa Libertadores. Po awansie z pierwszego miejsca w grupie, osiągnięto ćwierćfinał po rzutach karnych w pojedynku z ekwadorską Barceloną. W ćwierćfinale, po remisie w Brazylii Once Caldas pokonał Santos FC 1:0 u siebie. Następnie w półfinale grali z dwukrotnym zdobywcą Copa Libertadores – São Paulo. W Brazylii remis, w rewanżu wygrana 2:1 po bramce Jorge Agudelo w ostatniej minucie meczu i awans do finału z obrońcą trofeum – Boca Juniors. Na „La Bombonera” padł remis 0:0. W rewanżu Jhon Viáfara strzelił w 8 minucie gola dającego prowadzenie drużynie z Kolumbii, jednak w 52 minucie Nicolas Burdisso wyrównał stan meczu. Rezultat nie uległ zmianie i doszło do rzutów karnych. Faworyci z Boca Juniors nie trafili ani razu w światło bramki, z kolei drużyna Once Caldas trafiła dwukrotnie, zdobywając tym samym tytuł. Głównymi postaciami zwycięskiej drużyny w turnieju byli Juan Carlos Henao i Jhon Viáfara.
Jako zdobywca Copa Libertadores Once Caldas stawił czoło w walce o Puchar Międzykontynentalny zwycięzcy europejskiej Ligi Mistrzów – FC Porto. W Jokohamie nie padła żadna bramka i doszło do karnych, wygranych przez zespół z Portugalii 8:7.
W 2005 Once Caldas wystąpili jako obrońcy zdobytego przed rokiem trofeum. Klub trafił na grupę z takimi rywalami jak meksykański Chivas Guadalajara, Cobreloa z Calama w Chile i argentyński San Lorenzo de Almagro. Po awansie z drugiego miejsca (strata dwóch punktów do Chivas) odpadł jednak z drużyną z Meksyku – Tigres UANL. W tym samym roku klub zagrał o puchar Recopa Sudamericana z Boca Juniors. W Buenos Aires Boca zwyciężyło 1:3. W rewanżu Once Caldas wygrało 2:1, łącznie w dwumeczu przerywając 3:4.

## Stadion
Once Caldas rozgrywa u siebie mecze na stadionie Estadio Palogrande, położonym w Manizales. Stadion został oddany do użytku w 1936 roku, a obecnie posiada maksymalną pojemność 33000 widzów (w 1994).